# Frank Spilling
Frank Spilling (* 1972 in Arnstadt) ist ein deutscher Jurist sowie parteiloser Kommunalpolitiker. Er ist seit 2018 Bürgermeister der Stadt Arnstadt.

## Leben, Ausbildung und berufliche Tätigkeiten
Frank Spilling wuchs in Arnstadt auf und besuchte dort die polytechnische Oberschule. 1985 wechselte er auf das Erfurter Pierre-de-Coubertin-Gymnasium, wo er 1992 das Abitur ablegte. Anschließend studierte er bis 1999 an der Friedrich-Schiller-Universität Jena Rechtswissenschaften, das Studium schloss er nach einem Rechtsreferendariat am Landgericht Erfurt 2002 als Volljurist ab.
Ab 2003 arbeitete Spilling in verschiedenen Funktionen in der Stadtverwaltung Erfurt, zuletzt als stellvertretender Amtsleiter
im Amt für Soziales und Gesundheit.
Frank Spilling ist verheiratet und hat vier Kinder.

## Politische Karriere
Zu den Kommunalwahlen in Thüringen 2018 kandidierte Frank Spilling als einer von fünf Wahlvorschlägen für die CDU und unterstützt von Pro Arnstadt als parteiloser Bewerber für das Amt des hauptamtlichen Bürgermeisters von Arnstadt. Er erreichte im ersten Wahlgang 27,1 % der abgegebenen gültigen Stimmen und konnte sich anschließend in der Stichwahl gegen den parteilosen Amtsinhaber Alexander Dill mit 51,9 % durchsetzen. Spilling trat sein Amt am 1. Juli 2018 an.
Im Jahr 2024 kandidierte Spilling bei den Kommunalwahlen als Einzelbewerber, aber erneut unterstützt von CDU und Pro Arnstadt, ein zweites Mal für das Amt des Bürgermeisters von Arnstadt. Er konnte sich dabei im ersten Wahlgang mit 75,5 % der abgegebenen gültigen Stimmen gegen einen Mitbewerber durchsetzen.